# Olevano Romano
Olevano Romano är en turistort och kommun i storstadsregionen Rom, innan 2015 provinsen Rom, i regionen Lazio i Italien, 40 kilometer öst om Rom. Kommunen hade 6 614 invånare (2018). och ligger 570 meter över havet.